# Polbox
Polbox Sp. z o.o. – polski dostawca internetu, firma istniejąca w latach 1995–2006.
Polbox powstał w kwietniu 1995. W grudniu 1996 firma uruchomiła pierwsze w Polsce darmowe konta poczty elektronicznej, początkowo w domenie free.polbox.pl, a dopiero w 1997 w domenie polbox.com. W lutym 1997 Polbox udostępnił także darmowe konta WWW – w domenie free.polbox.pl. Od 1998 firma oferowała też darmowe aliasy dla stron www – w domenach w.pl i z.pl.
W 2004 firmę Polbox przejęła Netia SA. Darmowe usługi istniały nadal, choć nie były już rozwijane, a strona internetowa pozostawała w stanie z 2002. Spółka Polbox została połączona z Netią i rozwiązana 31 lipca 2006. 2 kwietnia 2008 do użytkowników rozesłano informację o wyłączeniu z końcem kwietnia 2008 darmowych kont poczty elektronicznej, wkrótce potem na stronach www poinformowano też o likwidacji pozostałych darmowych usług.